# 예종 (고려)
예종(睿宗, 1079년 2월 17일(음력 1월 7일), 율리우스력 2월 11일 ~ 1122년 5월 22일(음력 4월 8일), 율리우스력 5월 15일)은 고려의 제16대 국왕(재위: 1105년 11월 17일(음력 10월 2일), 율리우스력 11월 10일 ~ 1122년 5월 22일(음력 4월 8일), 율리우스력 5월 15일)이다.
휘는 우(俁), 자는 세민(世民), 묘호는 예종(睿宗), 시호는 명렬제순문효대왕(明烈齊順文孝大王), 능호는 유릉(裕陵)이다. 숙종과 명의태후 유씨(明懿太后 柳氏)의 아들이다.

## 생애
숙종의 여진 정벌에 대한 서소(誓疏)를 간직하고 즉위한 뒤 군법을 정비하고 신기군을 사열하는 등 여진 정벌에 힘써 1107년에 윤관(尹瓘), 오연총(吳延寵) 등으로 하여금 30만의 별무반 중 17만 7천명을 주어 여진 정벌을 단행하여 섬멸하고 이듬해에는 동북 9성을 설치하였다. 그러나 계속적인 여진족의 침입과 9성 방비의 어려움, 윤관의 공을 시기하는 자들로 인하여 1년 만에 9성을 철폐하고 여진에게 반환하였다.
1109년 국학(國學)에 학과별 전문강좌인 칠재(七齋)를 설치하여 관학(官學)의 진흥을 꾀하였다.
1112년에는 혜민국(惠民局)을 설치하여 빈민들의 시약을 담당하게 하였고 이듬해에는 예의상정소를 설치하였다. 또한 이자겸 일파를 견제하기 위해 한안인(韓安仁)을 측근 세력으로 양성하였다.
1115년 고려의 속국이었던 동여진 완안부(完顔部)의 추장 아골타가 여진족을 통일하여 황제라 일컫고 나라 이름을 금(金)이라 칭한 후 거란(요)에 적대하자, 요(遼)에서 금나라를 정벌하기 위하여 고려에 원병을 청하였으나 거부하였다.
1116년, 청연각과 보문각을 짓고 학사를 두어 경서를 토론하게 하였으며 송나라에서 대성악(大晟樂)을 들여왔는데 이것이 바로 아악(雅樂)이다. 《제왕운기(帝王韻紀)》에 따르면 1117년, 금나라에서 "형인 대여진금국황제가 아우인 고려국 황제에게 글을 보낸다."는 글로써 화친하기를 청하였으나 조정의 반대로 회답하지 않았다고 한다.
1119년 양현고(養賢庫)라는 장학재단을 국학에 설립하였다.
예종 때에는 덕창(德昌)·담진(曇眞)·낙진(樂眞)·덕연(德緣) 등의 불교 고승들이 있었다. 이 중 담진은 1107년 예종의 왕사가 되었고, 1114년 국사가 되었으며, 1116년 보제사(普濟寺)로 행차한 왕에게 설법하였다. 화엄학의 대가로서 일승법을 선양하여 국가의 이익을 도모하였다.
종양으로 병석에 눕게 되어 한달만에 죽게 되었다. 능은 개성에 있는 유릉(裕陵)이며 시호는 문효(文孝)이다.

## 도이장가
《도이장가(悼二將歌)》는 1120년 음력 10월, 팔관회 때 예종이 가면극을 보고 지은 노래이다. 태조 왕건을 도운 공신이자 927년 후백제와의 공산성 전투중 전사한 신숭겸과 김낙 두 장군(二將)을 추도(悼)하는 노래(歌)이다. 향찰로 표기된 향가이며 현존하는 향가 중 유일하게 왕이 지은 노래이다. 또한 향찰로 표기된 마지막 작품이기도 하다.

主乙完乎白乎　　 　心聞際天乙及昆

님을 온전케하온 　 마음은 하늘 끝까지 미치니
魂是去賜矣中　　 　三烏賜敎職麻又欲

넋은 가셨지만　 　 내려주신 벼슬 또한 대단하구나
望彌阿里刺　　　 　及彼可二功臣良

바라보면 알리라 　 그때의 두 공신이여
久乃直隱　　 　　　跡烏隱現乎賜丁

오래되었지만　　　거룩한 그 자취는 나타나시도다

 — 도이장가(悼二將歌)
예종 지음, 현대어 번역 양주동

## 가족 관계
| 1079년 2월 17일 (음력 1월 7일) 고려 개경 계림공 사저 | 1122년 5월 22일 (음력 4월 8일) (43세) 고려 개경 정궁 |

|    |                                                   | 본관 | 생몰년          | 부모                                          | 비고        |
| -- | ------------------------------------------------- | ---- | --------------- | --------------------------------------------- | ----------- |
| 부 | 숙종 肅宗                                         | 개성 | 1054년 - 1105년 | 문종 文宗 인예태후 이씨 仁睿太后 李氏         | 제15대 국왕 |
| 모 | 명의왕후 유씨 明懿王后 柳氏 명의왕태후 明懿王太后 | 정주 | 미상 - 1112년   | 유홍 柳洪 낙랑국대부인 김씨 樂浪國大夫人 金氏 |             |

| 시호  | 시호                                              | 본관 | 생몰년          | 부모                                              | 비고 |
| ----- | ------------------------------------------------- | ---- | --------------- | ------------------------------------------------- | ---- |
| 제1비 | 경화왕후 이씨 敬和王后 李氏                       | 인주 | 1079년 - 1109년 | 선종 宣宗 정신현비 이씨 貞信賢妃 李氏             |      |
| 제2비 | 순덕왕후 이씨 順德王后 李氏 문경왕태후 文敬王太后 | 인주 | 1094년 - 1118년 | 이자겸 李資謙 변한국대부인 최씨 卞韓國大夫人 崔氏 |      |
| 제3비 | 문정왕후 왕씨 文貞王后 王氏                       | 개성 | 미상 - 1138년   | 진한공 왕유 辰韓公 王愉 미상                      |      |
| 제4비 | 숙비 최씨 淑妃 崔氏                               | 해주 | 미상 - 1184년   | 최용 崔湧 강릉군대부인 김씨 江陵郡大夫人 金氏     |      |

| 작호 | 작호      | 본관 | 생몰년 | 부모           | 비고 |
| ---- | --------- | ---- | ------ | -------------- | ---- |
| 궁인 | 은씨 殷氏 | 미상 | 미상   | 미상           |      |
| 궁인 | 안씨 安氏 | 미상 | 미상   | 유석 庾碩 미상 |      |

|   |                       | 이름      | 생몰년          | 생모          | 배우자                                                  | 비고        |
| - | --------------------- | --------- | --------------- | ------------- | ------------------------------------------------------- | ----------- |
| 1 | 광지대선사 廣智大禪師 | 각로 覺老 | 1102년 - 1158년 | 은씨          | 미혼                                                    | [ 주 1 ]    |
| 2 | 인종 仁宗             | 해 楷     | 1109년 - 1146년 | 순덕왕후 이씨 | 공예왕후 임씨 恭睿王后 任氏 선평왕후 김씨 宣平王后 金氏 | 제17대 국왕 |
| 3 | 승통 僧統             | 각관 覺觀 | 1121년 - 1174년 | 숙비 최씨     | 미혼                                                    |             |
| 4 | 주지 住持             | 각예 覺倪 | 미상            | 미상          | 미혼                                                    |             |

|   |                   | 생몰년        | 생모          | 배우자                  | 비고             |
| - | ----------------- | ------------- | ------------- | ----------------------- | ---------------- |
| 1 | 승덕공주 承德公主 | 미상          | 순덕왕후 이씨 | 한남백 왕기 漢南伯 王杞 |                  |
| 2 | 흥경공주 興慶公主 | 미상 - 1176년 | 순덕왕후 이씨 | 안평공 安平公 왕경 王璥 |                  |
| 3 | ▨▨공주 ▨▨公主     | 미상          | 안씨          | 유필 庾弼               | 모계 성씨를 사용 |
| 4 | ▨▨공주▨▨公主      | 미상          | 미상          | 이씨 李氏               | 이준창의 어머니  |

## 같이 보기
- 한국의 군주 목록
- 한국의 역사
- 윤관

### 주해
1. 1 2  은씨와 광지대선사는 《고려사》에는 등장하지 않으며, 1158년(의종 12년) 광지대선사가 입적한 후 지어진 묘지문을 통해서 존재가 확인되었다.